# Конец прекрасной эпохи (фильм)
«Конец прекрасной эпохи» — российский повествовательно-драматический фильм Станислава Говорухина, его последняя режиссёрская работа. Экранизация нескольких рассказов Сергея Довлатова из сборника «Компромисс». Фильм стилизован под чёрно-белое «оттепельное кино».
Этой картиной открылся 26-й кинофестиваль «Кинотавр» 7 июня 2015 года. Премьера в России состоялась 1 октября 2015 года.

## Сюжет
Действие фильма начинается в 1965 году. Молодой ленинградский журналист и писатель Андрей Лентулов увольняется из газеты и по приглашению друга переезжает из Ленинграда в Таллин, где устраивается на работу в газету «Советская Эстония». Основное действие фильма происходит в 1969 году. Под «прекрасной эпохой» в картине понимаются десять лет после смерти Сталина. В фильме показаны различные аспекты журналистской деятельности Лентулова и его взаимоотношений с коллегами. Андрей отдаёт свою рукопись диссиденту, у которого сотрудники КГБ проводят обыск и изымают рукопись. Лентулову приходится уволиться из газеты по собственному желанию и вернуться обратно в Ленинград.

## В ролях
- Иван Колесников — Андрей Лентулов
- Фёдор Добронравов — Михаил Жбанков, фотокорреспондент
- Сергей Гармаш — капитан милиции
- Светлана Ходченкова — Марина, редактор
- Борис Каморзин — Генрих Францевич, главный редактор
- Дмитрий Астрахан — Миша Шаблинский, журналист
- Лембит Ульфсак — Теппе, главврач роддома
- Сергей Епишев — Григорий Кузин, «отец 400-тысячного жителя Таллина»
- Александр Робак — Гриша, водитель
- Элина Пяхклимяги — Тийна
- Тыну Карк — Ульфсак, сотрудник издательства
- Дмитрий Ендальцев — Оська Чернов
- Юлиан Макаров — Кильчицкий
- Татьяна Ястребова
- Дмитрий Соломыкин
- Дарья Пугачёва — Ольга
- Олег Новиков — Петров, старшина
- Александра Булычёва
- Владимир Довжик — Боря Штейн, журналист
- Кристо Вийдинг
- Андрис Лепик
- Герт Раудсеп
- Анастасия Евграфова
- Мария Беляева — журналистка
- Михаил Грубов — милиционер
- Кирилл Горбунов — Ермолов
- Виктория Коваленко — официантка
- Софья Синицына — эпизод
- Ирина Основина — буфетчица
- Юлия Василенко — сотрудница редакции
- Ирина Бероева — сотрудница редакции
- Анна Алексеева — машинистка

## Факты
- По словам Говорухина, название фильма отсылает к одноимённому стихотворению 1969 года Иосифа Бродского, а также к эссе самого Довлатова с тем же заглавием. По оценке режиссёра, и прозаик, и поэт подразумевали под «прекрасной эпохой» период постсталинской оттепели[4].
- Действие в фильме происходит в период с 1965 по 1969 год, в то время как сборник рассказов «Компромисс» повествует о периоде с конца 1972-го по начало 1975 года[источник не указан 2587 дней].

## Критика
Говорухина критикуют за поверхностное отношение к выбранному материалу:

…анекдоты не срастаются, как в повести, в липкий, невыносимый абсурд, в тупиковый, как у Довлатова, жизненный сюжет.
— Лариса Малюкова, обозреватель «Новой Газеты», 10 июня 2015

Из <…> небольших, абсурдных, до боли знакомых любому современнику и соотечественнику Довлатова ситуаций и состоят «Компромиссы». Но такая структура произведения не срабатывает в фильме — кажется, что на экране не происходит ничего. …[едкие довлатовские фразы] существуют будто отдельно от придуманного Говорухиным видеоряда.
— Наталия Григорьева, обозреватель «Независимой Газеты», 8 июня 2015
Антон Долин отмечал:

Говорухин осмелился спорить с Довлатовым, используя его персонажей и диалоги, эксплуатируя его текст. Ведь «Конец прекрасной эпохи» — о том, что СССР был не комической империей лжи, каким он предстает в прозе Довлатова, а чудесной страной, переживавшей одну прекрасную эпоху за другой — в отличие от Бродского, Говорухин считает время своей и довлатовской молодости прекрасным без малейшей иронии. И компромисс, губительность которого описывал, хоть и с лёгкой усмешкой, Довлатов, для Говорухина — непременный атрибут этого канувшего на дно истории советского счастья.

## Награды и номинации
Список приводится в соответствии с данными IMDb.
| Награды и номинации | Награды и номинации                    | Награды и номинации | Награды и номинации | Награды и номинации |
| Награда             | Категория                              | Номинант            | Результат           |                     |
| «Золотой феникс»    | Гран-при «Бриллиантовый Феникс»        |                     | Победа              |                     |
| ------------------- | -------------------------------------- | ------------------- | ------------------- | ------------------- |
| «Золотой орёл»      | «Лучшая режиссёрская работа»           | Станислав Говорухин | Победа              |                     |
| «Золотой орёл»      | «Лучшая мужская роль второго плана»    | Дмитрий Астрахан    | Победа              |                     |
| «Золотой орёл»      | «Лучшая работа художника-постановщика» | Валентин Гидулянов  | Победа              |                     |
| «Золотой орёл»      | «Лучшая работа художника по костюмам»  | Наталья Монева      | Победа              |                     |
| «Золотой орёл»      | «Лучший игровой фильм»                 |                     | Номинация           |                     |
| «Золотой орёл»      | «Лучшая мужская роль в кино»           | Иван Колесников     | Номинация           |                     |
| «Ника»              | «Лучшая режиссёрская работа»           | Станислав Говорухин | Победа              |                     |
| «Ника»              | «Лучшая операторская работа»           | Геннадий Карюк      | Победа              |                     |
| «Ника»              | «Лучшая работа художника»              | Валентин Гидулянов  | Победа              |                     |
| «Ника»              | «Открытие года»                        | Иван Колесников     | Победа              |                     |
| «Ника»              | «Лучший игровой фильм»                 |                     | Номинация           |                     |
| «Ника»              | «Лучшая работа художника по костюмам»  | Наталья Монева      | Номинация           |                     |